# Sociologie zdraví a nemoci
Sociologie nemoci a zdraví, alternativně sociologie zdraví a wellness (nebo jednoduše sociologie zdraví), je sociologickou subdisciplínou, která se zabývá psychosociálními aspekty, které determinují stav lidského zdraví, a sledují široké spektrum vlivů způsobujících nemoc. Zkoumá chování jednotlivců a sociálních skupin v situaci nemoci, stopy, které nemoc zanechává v sociální struktuře.

## Vývoj sociologických přístupů ke zdraví a nemoci
Ke vzniku sociologie zdraví a nemoci jakožto sociologické disciplíny došlo po 2. světové válce v důsledku narůstajícího zájmu o medicínu, o zkoumání lidského chování a jeho změn během nemoci a léčení.
V období před světovými válkami je významný Francouz Émile Durkheim. Ten charakterizoval pojem sebevraždy jakožto ne skutečnost čistě individuální, ale sociální. Kategorizoval tak 4 typy sebevražd – egoistickou, altruistickou, fatalistickou a anomickou.
Symbolický interakcionismus, zkoumající společnost v kontextu interakcí jedinců a interpretaci těchto interakcí, se také zasloužil o vnímání zdraví a nemoci tím, že vycházel ze smyslu a významu, který lidé přikládali svému prostředí.
Dalším milníkem v oboru sociologie zdraví a nemoci byla kniha z roku 1951 The Social System amerického sociologa a představitele strukturálního funkcionalismu Talcotta Parsonse. Dle něj si nemoci vyžadují oficiální společenskou regulaci. Sociálním kontrolním orgánem v procesu pojmenování role nemocného se stává lékař.
Oblasti lékařské sociologie a analýze nemoci z pohledu empirické sociologie se jako první věnoval německý sociolog René König. Jeho práce vyšla následně jako součást sborníku „Kölner Zeitschrift für Soziologie und Sozialpsychologie“ v roce 1959.

## Zdraví
Světová zdravotnická organizace definuje zdraví jako „stav úplné fyzické, duševní a sociální pohody, nikoli pouze nepřítomnost nemoci nebo vady. Prožívání nejvyšší dosažitelné úrovně zdraví je jedním ze základních práv každé lidské bytosti bez rozdílu rasy, náboženství, politického přesvědčení, ekonomických nebo sociálních podmínek.“

## Faktory ovlivňující zdraví
Je známo mnoho faktorů, které ovlivňují úroveň zdraví. Zda je člověk zdravý nebo ne, závisí na prostředí, ve kterém žije a na jiných okolnostech. K činitelům, které jsou největšími určovateli zdraví, patří také sociální prostředí, příjem, sociální status, vzdělání jednotlivce, genetika nebo úroveň zdravotnictví. Mnohé ze zmíněných faktorů člověk nedokáže zcela odstranit nebo omezit. 

## Nemoc
„Nemoc je definována jako jakákoli odchylka od normálního strukturálního nebo funkčního stavu organismu, obecně spojená s určitými příznaky a symptomy a lišící se svou povahou od fyzického zranění. Nemocný organismus běžně vykazuje známky nebo symptomy svědčící o jeho abnormálním stavu.“

### Chápání nemoci dle Parsonse
V sociologii je užíván pojem “role nemocného” (v angličtině tzv. ‘sick role’). Dle Parsonse můžeme u role nemocného pozorovat a definovat určitá pravidla, povinnosti a společenská očekávání, které popsal ve svých 4 slavných definicích. Osoba není odpovědná za převzetí role nemocného. Nemocná osoba je osvobozena od běžných sociálních povinností. Musí se snažit uzdravit a na to potřebuje vyhledání lékařské konzultace.
Parsons charakterizoval nemoc jako formu deviantního chování s lékařem jako subjektem k dosažení obnovení normálního fungování organismu. Pacient i lékař plní specifická očekávaní role při překonání nemoci. Podle nej zdraví a nemoc jsou sociologicky zajímavé, protože sociální faktory hrají roly v různých fázích nemoci a léčení.  
Parsons rozlišoval psychosociální a sociální dimenzi, která ovlivňuje každý aspekt zdraví a je otevřená sociální analýze. Předpokládal, že tyhle sociální faktory budou hrát významnou roli v medicíně budoucnosti.
Parsonsův příspěvek jako zakládající osobnosti lékařské sociologie spočíval v charakterizování sociální oblasti nemoci, zatímco patologii, fyziologii a biologii přenechal jiným.

### Sociální konstrukce nemoci
Myšlenka sociální konstrukce nemoci vychází z pojetí reality jako sociální konstrukce. Objektivní realita je závislá na vnímání subjektem. Sociální konstrukce se zabývá také činnostmi, které si pacienti osvojují, aby se se svými nemocemi lépe vyrovnali.
Významnou roli hraje kultura a individuální osobnost.
Někteří emocionálně slabší lidé jsou svou nemocí definování více než ostatní, protože svůj svět ohraničili jenom na nemoc.
Kultura hraje významnou roli v určování nemoci a v tom, jak jednotlivec svou nemoc prožívá. Rozšířené nemoci, jako rakovina nebo AIDS, mají kulturní znaky, které určují, jak na ně jednotlivec i společnost nahlížejí.